# Kørestol
En kørestol er et hjælpemiddel, der består af en stol med hjul, der gør at den kan køre. Kørestole findes i flere typer, normalt opdelt i elektriske kørestole og manuelle kørestole. Kendetegnende for kørestolen er, at den kompenserer for en manglende eller svækket gangfunktion. Undertiden ses også betegnelsen "rullestol", oftest i ældre anvendelser.

## Manuelle kørestole
Manuelle kørestole består oftest af en ramme med integreret sæde- og rygbasis og 3 til 4 hjul. Fremdriften sker oftest ved hjælp af drivringe placeret på baghjulene. Fremdriften kan ske både ved at brugeren skubber hjulene eller ved at kørestolen bliver skubbet.

- Denne type bruges sædvanligvis af brugere, som har normal eller lettere svækket styrke i overkroppen.
I idrætssammenhænge anvende specialfremstillede manuelle kørestole til kørestolsrace, der blandt andet er på programmet til paralympiske lege.
Som arkitekt bør man vide, at der må projekters efter at en kørestol har længden 140 cm og som regel kan passere en døråbning, der er større end 77 cm.

## Elektriske kørestole
Elektriske kørestole består normalt af en ramme med batterier, elektronisk styreenhed, elektrisk hævbar sædeenhed, 2 styrende og trækkende hjul samt et antal svingbare hjul (normalt 2 eller 4). De trækkende hjul styres normalt gennem en elektronisk styringsenhed ved hjælp af et joystick. Modsat den manuelle kørestol forefindes el-kørestole med baghjulstræk, midthjulstræk og forhjulstræk.

- Denne type bruges sædvanligvis af brugere, som har begrænset styrke i overkroppen.

Se fx Roltec, Invacare, Permobil m.m.

Bruges fx i forbindelse med kørestolsfodbold

### Elektriske indendørs kørestole
Elektriske indendørs kørestole er primært beregnet til indendørsbrug, de er normalt monteret med små drivhjul og svinghjul. De har en venderadius på ca 65 cm kombineret med et ydre på ca. 60 cm x 60 cm og har en forceringsevne på ca 2,5 cm. Normalt er der tale om stole med 4 til 6 hjul. Max hastighed ca. 4,5–6 km/t.

### Elektriske indendørs/udendørs kørestole
Elektriske indendørs/udendørs kørestole er all round kørestole beregnet til såvel indendørs som udendørsbrug, de er normalt monteret med store drivhjul og noget mindre svinghjul. De har en venderadius på ca 90 cm kombineret med et ydre på ca. 120 cm x 63 cm og har en forceringsevne på ca 7 cm. Normalt er der tale om stole med 4 til 6 hjul. Stolene kan ofte også bruges som førersæde ved bilkørsel. Stolene har en max hastighed ca. 6–12 km/t. En elkørestol med respirator er ofte mere end 140 cm lang.

### Elektriske udendørs kørestole
Elektriske udendørs kørestole er primært beregnet til udendørsbrug, de er normalt monteret med store drivhjul og store svinghjul. De har en venderadius på ca 170 cm kombineret med et ydre på ca. 130 cm x 75 cm og har en forceringsevne på ca 12 cm. Normalt er der tale om stole med 3 til 4 hjul. Max hastighed ca. 12–15 km/t. De fleste udendørs stole er mindst 140 cm lange. En klog arkitekt ved at man må projektere efter en kørestol med længden 140 cm.